# Вільмонт Катерина Миколаївна
Катерина Миколаївна Вільмонт (рос. Екатерина Николаевна Вильмонт; 24 квітня 1946, Москва — 16 травня 2021, там само) — російська письменниця, романістка, перекладач, автор дитячих детективів.
Сумарні тиражі книг Вільмонт налічують понад 25 мільйонів примірників, письменниця регулярно згадувалася у щорічних списках найбільш видаваних в Росії авторів художньої літератури, укладених Російською книжковою палатою.

## Життєпис
Народилася 24 квітня 1946 року у Москві в родині Миколи Вільмонта (1901—1986), перекладача та літературознавця, і Наталії Ман (1908—1984, справжнє ім'я Наталія Семенівна Вільям-Вільмонт), перекладачки. По закінченні школи почала працювати перекладачкою, хоча професійної перекладацької освіти не мала. Працювала секретарем письменника Геннадія Фіша.
Свій перший роман «Подорож оптимістки, або Всі баби дури» написала 1995 року у 49-річному віці (виданий 1997 року). Творчість письменниці часто характеризують як іронічну прозу, хоча вона з цим не погоджувалася, аргументуючи тим, що «іронічність автора не робить книгу заручником цього жанру». Її прозу відрізняють захопливі сюжети, легкість стилю і обов'язковий хепі-енд, «чорної» літератури письменниця не визнавала. Також писала детективні повісті для дітей, які виходили у 1996—2003 роках, в тому числі в серії «Детектив+Love». За творами К. Вільмонт відзнято кілька мінісеріалів.
Письменниця ніколи не була у шлюбі і не мала дітей.
Померла 16 травня 2021 року у Москві в 75-річному віці. Урна з прахом захоронена у колумбарії на Донському кладовищі.

### Романи
- Подорож оптимістки, або Всі баби дури (рос. Путешествие оптимистки, или Все бабы дуры) (1997);
- Смуга везіння, або Всі чоловіки козли (рос. Полоса везения, или Все мужики козлы) (1999);
- Три напівграції, або Трохи про кохання наприкінці тисячоліття (рос. Три полуграции, или Немного о любви в конце тысячелетия) (2001);
- Хочу бабу на роликах! (рос. Хочу бабу на роликах!) (2002);
- Плювати на все з гігантської секвої (рос. Плевать на всё с гигантской секвойи) (2002);
- Помер-шмомер (рос. Умер-шмумер) (2002);
- Знайшла собі блондина! (рос. Нашла себе блондина!) (2003);
- Перевіримо на вошивість пана адвоката (рос. Проверим на вшивость господина адвоката) (2003);
- Перезбудження примітивної особистості (рос. Перевозбуждение примитивной личности) (2003);
- Курка в польоті (рос. Курица в полете) (2004)
- Здрастуй, груздь! (рос. Здравствуй, груздь!) (2004);
- Гормон щастя та інші дурниці (рос. Гормон счастья и прочие глупости) (2003);
- Маячня сивого кобеля (рос. Бред сивого кобеля) (2004);
- Кіно і німці! (рос. Кино и немцы!) (2005);
- Діти галактики, або Дурня на пісній олії (рос. Дети галактики, или Чепуха на постном масле) (2005);
- Два зайця, три сосни (рос. Два зайца, три сосны) (2006);
- Фіг із ним, з мавром! (рос. Фиг с ним, с мавром!) (2006);
- Циц! (рос. Цыц!) (2008);
- Крута дамочка, або Ніжніше за польську панну (рос. Крутая дамочка, или Нежнее, чем польская панна) (2008);
- Соняшники взимку, або Крута дамочка-2 (рос. Подсолнухи зимой, или Крутая дамочка-2) (2008);
- Зелені пагорби Каліфорнії (рос. Зеленые холмы Калифорнии) (2009);
- Незайманий оселедець (рос. Девственная селедка) (2009);
- Мимобіжності, або Подумаєш, біном Ньютона! (рос. Мимолетности, или Подумаешь, бином Ньютона!) (2009);
- Зюзюка, або Як важливо бути рудою (рос. Зюзюка, или Как важно быть рыжей) (2010);
- Артистка, блін! (рос. Артистка, блин!) (2010);
- Танці з Рукавичкою (рос. Танцы с Варежкой) (2010);
- Дівчинка з перчиками (рос. Девочка с перчиками) (2011);
- Шалий малий (рос. Шалый малый) (2012);
- Трепетний тріпач (рос. Трепетный трепач) (2012);
- Прощавайте, колібрі, хочу до горобців! (рос. Прощайте, колибри, хочу к воробьям!) (2013);
- В мене живе жирафа (рос. У меня живет жирафа) (2013);
- Чорті-що і з боку бантик (рос. Черт-те что и с боку бантик) (2014);
- Інтелігент і дві Рити (рос. Интеллигент и две Риты) (2014);
- З усієї дурі (рос. Со всей дури!) (2015);
- Чи фіг нам, красивим дамам! (рос. Фиг ли нам, красивым дамам!) (2015)
- Суцільна лободянь! (рос. Сплошная лебедянь!) (2016);
- А я дурка п'ята (рос. А я дура пятая!) (2016)
- Вафлі по-шпигунські (рос. Вафли по-шпионски) (2017);
- Шпигуни також лохи, або Вафлі по-шпигунські-2 (рос. Шпионы тоже лохи, или Вафли по-шпионски-2) (2017);
- Дама зі снігового замету (рос. Дама из сугроба) (2018)
- Мужлан і флейтистка (рос. Мужлан и флейтистка) (2018);
- Свої брязкальця (рос. Свои погремушки) (2019);
- Пташки його життя (рос. Птицы его жизни) (2020);

### Дитячі детективи
Серія «Бюро розшуку "Квартет"»
- Бюро розшуку «Квартет» (рос. Сыскное бюро «Квартет») (1996);
- Небезпечне сусідство (рос. Опасное соседство) (1996);
- Кримінальні канікули (рос. Криминальные каникулы) (1998);
- По сліду чотирьох (рос. По следу четырех) (1998);
- Операція «Мідний глек» (рос. Операция «Медный кувшин») (1998);
- Секрет маленького готелю (рос. Секрет маленького отеля) (1998);
- Секрет зеленої мавпочки (рос. Секрет зеленой обезьянки) (1998);
- Фальшивий тато (рос. Фальшивый папа) (1999);
- Відчайдушне дівчисько (рос. Отчаянная девчонка) (1999);
- Секрети синьої папки (рос. Секреты синей папки) (1999);
- Секрет салону краси (рос. Секрет салона красоты) (2001);
- Секрет зникаючої картини (рос. Секрет исчезающей картины) (2001);
- У страха очі завеликі (рос. У страха глаза велики) (2001);
- Секрет коричневих ампул (рос. Секрет коричневых ампул) (2002);
- Дурна історія (рос. Дурацкая история) (2004);

Серія «Даша і Ко»
- В пошуках скарбів (рос. В поисках сокровищ) (1997);
- Секрет зниклого кладу (рос. Секрет пропавшего клада) (1997);
- Секрет бабусиної колекції (рос. Секрет бабушкиной коллекции) (1997);
- Складно бути хоробрим (рос. Трудно быть храбрым) (1997);
- Секрет підозрілого професора (рос. Секрет подозрительного профессора) (1997);
- Куди зник тато? (рос. Куда исчез папа?) (1997);
- Секрет втікаючої тіні (рос. Секрет убегающей тени) (1997);
- Секрет порожньої квартири (рос. Секрет пустой квартиры) (1998);
- Секрет похмурого підземелля (рос. Секрет мрачного подземелья) (1998);
- Секрет викраденої дискети (рос. Секрет похищенной дискеты) (1998);
- День великої брехні (рос. День большого вранья) (1998);
- Хто вкрав роман? (рос. Кто украл роман?) (1998);
- Секрет коштовного сміття (рос. Секрет драгоценного мусора) (1998);
- Надзвичайне везіння (рос. Невероятное везение) (1999);
- Секрет консервної бляшанки (рос. Секрет консервной банки) (1999);
- Секрет зниклого альпініста (рос. Секрет пропавшего альпиниста) (1999);
- Секрет чорної дами (рос. Секрет черной дамы) (2002);
- Секрет пошарпаного баулу (рос. Секрет потрепанного баула) (2003);

Серія «Гошка, Микита і Ко»
- На підхваті у кілера (рос. В подручных у киллера) (2000);
- Раз доказ, два доказ! (рос. Раз улика, два улика!) (2000);
- Знахідка для шпигуна (рос. Находка для шпиона) (2000);
- Детективний Новий рік (рос. Детективный Новый год) (2000);
- За дверима — таємниця... (рос. За дверью — тайна...) (2000);
- Обман чистої води (рос. Обман чистой воды) (2001);
- Маскування для злодійки (рос. Маскировка для злодейки) (2003).

## Екранізації
- 2004 — Любов сліпа (рос. Любовь слепа), мінісеріал за романами Подорож оптимістки та Смуга везіння, у головній ролі Марина Могилевська.
- 2004 — Я тебе кохаю (рос. Я тебя люблю), мінісеріал за романом Хочу бабу на роликах!, у головній ролі Марія Шукшина.
- 2006 — Три напівграції (рос. Три полуграции), мінісеріал за однойменним романом, у головних ролях Олена Хмельницька, Дар'я Дроздовська та Євгенія Дмитрієва.
- 2006 — Щастя за рецептом (рос. Счастье по рецепту), мінісеріал за романом Курка в польоті, у головній ролі Євгенія Добровольська.
- 2008 — Сніговий ангел (рос. Снежный ангел), телефільм за романом Кіно і німці, у головних ролях Вікторія Толстоганова та Олександр Балуєв.